# Tomás Zardoya Muñoz
Tomás Zardoya Muñoz (Vigo, 1945 - Madrid, 10 de març de 2008) va ser un productor de televisió espanyol, vinculat a Televisió Espanyola.
Va començar a TVE amb el programa Nosotros, per passar a coordinador de producció de Directísimo (1975-1976), subdirector de Más vale prevenir i guionista de La segunda oportunidad (1978). Militant del PSOE, quan el seu amic Ramón Gómez Redondo fou nomenat director de programes de TVE el 1983, Zardoya va ser nomenat Director de Retransmissions i Programes Esportius. Durant el seu mandat va posar en marxa una autèntica renovació de la política esportiva amb la incorporació d'esports com el ciclisme en directe, el Mundial de motociclisme, el golf i altres esports amb aleshores menor presència. El 1987 passa a ser nomenat productor executiu de RTVE. Vinculat a l'Acadèmia de les Ciències i les Arts de Televisió d'Espanya, fou seva la proposta que els noms dels premis de l'Acadèmia s'anomenessin Premis Iris. El 2006 va rebre el Premi Talento de l'ATV Va morir el 10 de març de 2008 després d'una llarga malaltia.